# Loxandrus crenatus
Loxandrus crenatus är en skalbaggsart som beskrevs av Leconte 1852. Loxandrus crenatus ingår i släktet Loxandrus och familjen jordlöpare. Artens utbredningsområde är USA. Inga underarter finns listade i Catalogue of Life.